# Emiballismo
L'emiballismo è un disturbo molto raro del movimento. È circa 500 volte più raro della malattia di Parkinson. I suoi effetti talvolta sono così gravi da impedire ai pazienti di svolgere le loro funzioni quotidiane. Di solito è associato con lesioni strutturali del cervello, ma può associarsi ad anomalie metaboliche. Durante il sonno i sintomi possono anche diminuire, a differenza di alcuni altri disturbi del movimento.

## Etimologia
Il termine emiballismo deriva dal greco hemi "metà" + ballein "gettare".

## Definizione generale
L'emiballismo è generalmente caratterizzato da movimenti involontari ampi, violenti, slanciati delle estremità. I movimenti sono spesso violenti e con un'ampia gamma di movimento. Sono continui e casuali e possono coinvolgere i muscoli prossimali e/o distali di un lato del corpo. In alcuni casi sono coinvolti anche i muscoli facciali. È comune che le braccia e le gambe si muovano assieme. Quanto più un paziente è attivo, tanto più aumentano i movimenti. Con la capacità di rilassarsi si associa una diminuzione nei movimenti. I medici possono misurare la gravità del disturbo chiedendo al paziente di eseguire una serie di movimenti di base, alcuni compiti predeterminati e contando i movimenti emiballistici durante un determinato periodo di tempo. I medici allora classificano il paziente secondo una determinata scala di gravità. Questa scala dà a scienziati e medici un modo per confrontare i pazienti e determinare la gravità del loro disturbo.

## Anatomia
Nuclei della base

I nuclei della base sono un insieme di grandi nuclei sottocorticali. Storicamente queste strutture sono state descritte come rientranti nell'ambito del cosiddetto sistema motorio extrapiramidale. Tra queste le principali sono: il nucleo caudato, il putamen (complessivamente denominati corpo striato) ed il globo pallido. Questi nuclei presentano importanti connessioni con altre aree del cervello: corteccia cerebrale, talamo, subtalamo e tronco encefalico. Sono coinvolti in numerose funzioni, incluso il controllo dei movimenti. In particolare sembrano deputati alla selezione dei movimenti appropriati ed alla inibizione di quelli inappropriati. Una lesione a livello dei centri nervosi citati può determinare l'emiballismo.
Nucleo subtalamico del Luys

Questa struttura a forma di lente biconvessa, è situata medialmente rispetto alla capsula interna. Questo nucleo riceve afferenze corticali e proietta verso molte altre strutture, ma in particolare verso il globo pallido (mediale e laterale). Riveste un ruolo chiave nella fisiologia dei nuclei della base. Il nucleo subtalamico fornisce essenzialmente l'eccitazione necessaria per attivare il globo pallido.  Lesioni a questa area od alle sue connessioni efferenti od afferenti possono provocare emiballismo.  La struttura stessa è regolatrice della funzione motoria ed è anche coinvolta in funzioni associative e limbiche.  Tradizionalmente si è sempre pensato che il disordine fosse causato da lesioni al nucleo subtalamico, ma nuovi studi stanno dimostrando che anche danni ad altre aree del cervello possono essere responsabili di questo disturbo. Resta il fatto che l'emiballismo causato da lesioni nel nucleo subtalamico è più grave rispetto ad altre forme della malattia.
Globo Pallido

Il globo pallido è situato medialmente al putamen e lateralmente alla capsula interna. Riceve numerose afferenze dal corpo striato e dal nucleo subtalamico. Il globo pallido laterale proietta al nucleo subtalamico (vi mettono proiezioni eccitatorie dirette verso le aree motorie (primarie e supplementari) della corteccia frontale. Secondo alcuni studi sembra che l'emiballismo sia associato a una ridotta attività del globo pallido. Questi studi hanno infatti dimostrato che nei soggetti con emiballismo la frequenza di stimolazione del talamo diminuisce da 70/s fino a 40/s.  Oltre a una ridotta frequenza di stimolazione, alcune malattie neurologiche degenerative che sono note provocare movimenti emiballistici, si associano a una marcata diminuzione della massa del globo pallido.  L'iperattività dei nuclei della base e del pallido determina un'inibizione del talamo motorio. Le aree motorie del talamo presentano delle connessioni eccitatorie talamo-corticali: l'eccitazione delle aree corticali a sua volta determina un'attività attività inibitoria sui movimenti. Nel caso dell'emiballismo avviene il contrario, il che porta ai caratteristici movimenti irregolari di grande ampiezza.
Putamen

Il putamen con il caudato costituisce il corpo striato e fa anch'esso parte dei nuclei della base. Un suo interessamento può comportare emiballismo per il fatto che esso proietta stimoli verso la corteccia premotoria attraverso il globo pallido. Di conseguenza, lesioni del putamen possono causare movimenti emiballistici in quanto questa struttura entra in gioco nel controllo dei movimenti.
Nucleo caudato

Il nucleo caudato con il putamen costituisce il corpo striato e fa parte dei nuclei della base. Collabora con gli altri nuclei della base nel controllo dei movimenti volontari. I danni a carico di questa struttura possono tradursi in emiballismo in quanto la stessa entra direttamente in gioco nel controllo del movimento volontario
Strutture corticali

Mentre la maggior parte delle lesioni neurologiche che provocano emiballismo si verificano all'interno dei nuclei della base, ci sono stati casi documentati in letteratura in cui danni alle strutture corticali hanno causato movimenti emiballistici.

## Storia
Il lavoro di JR Whittier, FA Mettler, e MB Carpenter nella metà del 1900 ha aiutato scienziati e clinici a formare un quadro più completo dell'emiballismo. Nei loro esperimenti, praticarono alcune lesioni sui gangli basali delle scimmie e poi ne registrarono i risultati. Essi notarono che nella maggioranza dei casi le scimmie non mostravano alcun movimento insolito. Tuttavia, quando veniva leso almeno il venti per cento del nucleo subtalamico, movimenti anomali venivano registrati negli arti del lato opposto a quello del cervello che era stato danneggiato. Questa osservazione portò gli scienziati a credere che l'emiballismo non potesse verificarsi per lesioni che avvenivano al di fuori del nucleo subtalamico. Fu solo molto più tardi che questo modello classico cominciò a modificarsi per includere altre aree dei gangli basali ed anche alcune strutture corticali. Gli studiosi notarono anche che a differenza degli uomini, i movimenti insoliti nelle scimmie erano principalmente a carico delle estremità inferiori. In circa la metà delle scimmie, l'emiballismo proseguì fino alla morte della scimmia.
Secondo altri autori i sintomi dell'emiballismo possono essere indotti inoculando nel nucleo subtalamico dell'acido kainico (un potente agonista dei recettore del glutammato del terzo tipo, noti anche come "recettori del kainato") o dell'acido ibotenico (una tossina presente nell'Amanita muscaria e nell'Amanita pantherina). Hamada e collaboratori segnalano che utilizzando gli acidi sopracitati si può distruggere anche solo il 4%  del nucleo subtalamico e comunque vedere i movimenti emiballistici. Tuttavia i movimenti anomali di solito scompaiono entro 4-5 ore. Ciò suggerisce che il nucleo subtalamico ha in sé la capacità di adattarsi ai piccoli danni al e di riprendere la propria normale funzionalità.

## Cause
Nell'esaminare le cause di emiballismo, è importante ricordare che questa malattia è estremamente rara. Ciò significa che mentre l'emiballismo si associa spesso a una delle patologie sotto elencate, il soffrire di uno di questi disturbi non significa necessariamente soffrire anche di emiballismo.
Ictus

L'emiballismo si verifica solo in circa 0,45 casi ogni 100 000 vittime di ictus.  Pur con un'incidenza così bassa, l'ictus è di gran lunga la causa più comune di emiballismo.  Un ictus come è noto determina la morte di un'area più o meno ampia di tessuto cerebrale a causa della ischemia legata all'ipoafflusso di sangue. Nel gangli della base questo meccanismo eziopatogenetico può comportare la morte di neuroni deputati al controllo dei movimenti (quasi sempre neuroni del corpo sottotalamico di Luys). Il risultato è a volte un paziente con emiballismo.
Lesioni traumatiche del cervello

L'emiballismo può anche verificarsi a seguito di un trauma cranico. Ci sono casi in cui le vittime di aggressioni o altre forme di violenza hanno sviluppato emiballismo. A seguito di questi atti di violenza, il cervello della vittima viene ad essere lesionato ed in una minoranza di casi si sviluppa emiballismo.
Sclerosi laterale amiotrofica

Questa malattia, che causa perdita neuronale e gliosi (processo di proliferazione di astrociti in aree danneggiate, del 
sistema nervoso centrale), può includere il nucleo subtalamico ed altre aree del cervello.  Sostanzialmente qualsiasi disturbo che causa una qualche forma di perdita di neuroni o gliosi nel gangli basali può in potenza causare emiballismo.
Iperglicemia non chetoacidosica

I pazienti affetti da iperglicemia non chetoacidosica possono sviluppare emiballismo come una complicanza della malattia legata allo sviluppo di una lesione del nucleo subtalamico.  In letteratura medica questa è la seconda causa più comune di emiballismo. Si verifica principalmente nelle persone anziane e molti dei casi segnalati sono a carico di pazienti di origine orientale. Questo fatto suggerisce che negli orientali ci potrebbe essere una qualche predisposizione genetica allo sviluppo di emiballismo come conseguenza di iperglicemia. I movimenti emiballistici tendono a svilupparsi quando i livelli di glucosio nel sangue sono molto elevati (talvolta così elevati da non poter essere determinati con un comune glucometer) e si ripresentano una volta che i livelli di glucosio ritorno alla normalità. Il tempo necessario affinché i valori di glicemia ritornino nella norma richiede spesso diverse ore. Nei pazienti con questo tipo di emiballismus, l'imaging rivela anomalie nel putamen controlaterale nel globus pallidus e nel nucleo caudato. Certamente l'iperglicemia non è in sé causa dei movimenti emiballistici. Alcuni Autori hanno suggerito che piccole emorragie (puntiformi e petecchiali) o una diminuzione della produzione di GABA e acetilcolina potrebbero risultare secondarie alla iperglicemia ed essere direttamente responsabile dei movimenti emiballistici.
Tumori

Le neoplasie interessanti il sistema nervoso centrale, qualora interessino i gangli della base possono provocare, per quanto raramente, movimenti emiballistici.
Malformazioni vascolari

Le malformazioni vascolari possono determinare un flusso anomalo di sangue in varie aree del cervello. Se il flusso ematico verso i gangli basali risulta compromesso, può verificarsi una lesione di tipo ischemico con conseguente emiballismo.
Tubercoloma

Un tubercoloma è un ammasso di sostanza caseosa, circondata da una capsula fibrosa, ricco di bacilli tubercolari. Quando questa massa si localizza nel cervello, in genere in conseguenza di una meningite tubercolare, può raramente determinare una lesione a acrico dei gangli basali, con conseguente emiballismo.
Placche demielinizzanti

Un processo di demielinizzazione comporta una riduzione o scomparsa della mielina, che è la sostanza fondamentale della guaina che ricopre gli assoni delle fibre nervose. Questo evento determina una riduzione della velocità di conduzione dell'impulso nervoso (la mielina infatti attraverso un meccanismo di trasmissione nervosa di tipo “saltatorio”, da un nodo di Ranvier all'altro, rende la conduzione dello stimolo nervoso più rapida ed efficace rispetto a quanto si verifica nelle fibre non mielinizzate). Se la demielinizzazione interessa le fibre nervose provenienti dai gangli della base si possono verificare i movimenti muscolari caotici che caratterizzano l'emiballismo.
Complicanze correlate ad infezione da HIV

I pazienti con infezione da HIV hanno spesso complicazioni che insorgono e caratterizzano la sindrome nota come AIDS. L'uso della pentamidina nei pazienti con AIDS causa talvolta emiballismo. In alcuni pazienti l'emiballismo è stato l'unico sintomo obiettivabile ed indicativo di AIDS. Tipicamente appare essere il risultato di un'infezione secondaria che si verifica a causa della compromissione del sistema immunitario. L'infezione cerebrale più comune che causa emiballismo è la toxoplasmosi. La maggior parte delle lesioni che derivano da questa infezione si trovano nei gangli basali. Fintanto che non si perviene ad una corretta diagnosi, questo tipo di emiballismo può essere trattato adeguatamente come nei pazienti senza HIV.

## Trattamento
L'emiballismo va trattato indipendentemente dalla causa sottostante. Ciò è tanto più vero quanto più il disturbo è grave e limitante. Una minoranza di pazienti può non necessitare di alcun trattamento in quanto il disturbo è lieve ed autolimitante.
Antidopaminergici

Quando è necessario instaurare un trattamento farmacologico, la classe di farmaci di riferimento è quella degli antidopaminergici.  L'utilizzo di antidopaminergici appare efficace in circa il novanta per cento dei pazienti. Perfenazina, pimozide, aloperidolo e clorpromazina sono scelte standard per il trattamento. Non è ancora del tutto chiaro il motivo per cui questi farmaci giovino in questa condizione, dato che non appare evidente il collegamento tra la dopamina e l'emiballismo.
Anticonvulsivanti

Un farmaco anticonvulsivante, il topiramato (commercializzato in Italia come antiepilettico dalla Janssen-Cilag con il nome di Topamax) ha aiutato pazienti in tre casi documentati e potrebbe rivelarsi un trattamento praticabile per il futuro.
Terapia ITB

La terapia con baclofene intratecale (ITB) è usata per trattare una varietà di disturbi del movimento tra come la paralisi cerebrale e sclerosi multipla. Può anche essere una possibilità per contribuire a trattare l'emiballismo. Un Autore cita il caso di un paziente che aveva una media di 10-12 episodi/ora di emiballismo dell'arto inferiore. In questo paziente durante gli episodi, l'anca destra si fletteva fino a circa 90 gradi, con il ginocchio completamente esteso. Dopo trattamento ITB con pompa impiantata ed adeguamento del dosaggio, la frequenza dei movimenti ballistici della gamba destra è scesa a circa tre episodi/giorno, durante i quali il fianco destro si flette di soli 30 gradi. Il paziente riceve attualmente 202,4 microg/die di baclofene intratecale e continua a beneficiarne quasi 6 anni di distanza dall'impiantato. Sono attesi ulteriori lavori di conferma sulla terapia con ITB.
Iniezioni da Botulino

la tossina botulinica è stata utilizzata per il trattamento dell'emiballismo. Tuttavia il suo impiego è ancora in fase sperimentale. in questo caso la terapia agisce sulle manifestazioni muscolari dell'emiballismo e non mira alla trattamento della cause neurologiche.
Tetrabenazina

La tetrabenazina è un farmaco che inibisce selettivamente la captazione della dopamina da parte dei neuroni pre-sinaptici del sistema nervoso centrale. È stata utilizzata per il trattamento di alcuni disturbi ipercinetici del movimento, in particolare corea di Huntington, discinesie tardive e sindrome di Gilles de la Tourette. Il suo impiego è stato anche suggerito per il trattamento dell'emiballismo. Pazienti posti in terapia con questo farmaco hanno avuto una risposta eccezionalmente positiva. Tuttavia, l'abbassamento del dosaggio determina un rapido ritorno della sintomatologia.
Antipsicotici

In letteratura è citato il caso di un paziente che non avendo risposto all'aloperidolo venne trattato con olanzapina riportandone un significativo beneficio. Anche in questo caso sono necessari ulteriori studi per determinare l'effettiva efficacia di questo tipo di farmaci nel trattamento dell'emiballiso.
Neurochirurgia funzionale

Il trattamento chirurgico deve essere utilizzato solo su pazienti con emiballismo grave che non ha risposto ad altre forme di trattamento. I neurochirurghi hanno provato, con discreto successo, diversi tipi di intervento: dalla asportazione dell'area motoria corticale alla sezione del peduncolo cerebrale. La talamotomia sembra comunque essere l'intervento con maggiore possibilità di esito favorevole.

## Prognosi
In passato la prognosi dei pazienti affetti da questa malattia era decisamente sfavorevole. Molti pazienti dovevano convivere con gravi disabilità fino alla morte. Al giorno d'oggi la gran parte dei pazienti risponde molto bene al trattamento e molti pazienti vanno in remissione. Per coloro che non vanno incontro a remissione, i sintomi dell'emiballismo sono generalmente molto ben controllati dalla terapia farmacologica.

## Ulteriori domande
L'emiballismo è una malattia decisamente rara. Per questo motivo gli scienziati non ne conoscono molti dettagli. Restano pertanto alcuni punti da approfondire:
- sembra che ci sia una discrepanza tra la frequenza di questa malattia nell'uomo e negli animali. Non sono ancora noti i meccanismi fisiopatologici che portano a quaesta discrepanza.[5]
- L'emiballismo, come visto, può essere indotto da lesioni di altre aree dei gangli basali oltre al nucleo subtalamico. Per quale motivo? Gli studi scientifici cercano di approfondire questi aspetti al fine di elaborare un modello fisiopatologico migliore che possa portare ad una migliore diagnosi e trattamento di questo disturbo.[5]
- Ulteriori ricerche sono necessarie per comprendere per quale motivo alcuni trattamenti sembrano aiutare i pazienti affetti da emiballismo quando teoricamente ne dovrebbero determinare un peggioramento (è questo il caso della chirurgia distruttiva di aree del globo pallido)[5]
- Per quale motivo gli antagonisti della dopamina contribuiscono a ridurre i sintomi dei pazienti?[5]